# Els camisards
Els camisards (títol original en francès: Les Camisards) és una pel·lícula francesa dirigida per René Allio, estrenada el 1972, qui tracta, com el seu nom indica, de la guerra dels camisards. Ha estat doblada al català.

## Argument
La pel·lícula Els camisards  descriu l'epopeia dels Camisards, aquests grups de protestants de Cévennes (majoritàriament camperols i obrers de la seda) que van combatre els dracs de Lluís XIV alguns anys després de la revocació de l'Edicte de Nantes. El relat va de la formació del grup per Gédéon Laporte, fins a la seva derrota a Pompignan.

## Al voltant de la pel·lícula
Aquesta pel·lícula és una de les poques pel·lícules que permeten submergir-se de manera molt realista en l'atmosfera de Cévenes del segle xviii, i d'adonar-se de les persecucions de les quals han estat víctimes els protestants d'aquesta regió.
S'hi visualitza molt bé el caràcter alhora profètic i desesperat dels seguidors d'Abraham Mazel.
Es troba en la realització d'Allio l'espècie de puresa original que era l'objectiu últim dels camisards, així com el costat de "perseguits" d'aquests puristes protestants. La (breu) escena del bany o quan tots els actors són nus té alguna cosa d'édenica.
Aquesta pel·lícula és una pel·lícula de baix pressupost, i ha estat rodada en els llocs reals on s'han desenvolupat els episodis de la guerra dels Camisards. Els figurants són els habitants dels diversos pobles on han estat rodades les escenes. Per aquesta raó i per al caràcter commemoratiu de la pel·lícula, aquests tenen un cert afecte per a la pel·lícula, i cadascuna de les seves projeccions és envoltada d'un simpàtic folklore.

## Repartiment
- Philippe Clévenot: La Fleur
- Jacques Debary: Gédéon Laporte
- Gérard Desarthe: Abraham Mazel
- Dominique Labourier: Marie Bancilhon
- François Marthouret: Tinent François de la Fage
- Rufus: Jacques Combassous
- Hubert Gignoux: Abat de Chalonges
- Gabriel Gascon: Capità Alexandre Poul
- André Reybaz: Baron de Vergnas
- Isabelle Sadoyan: Madame Villeneuve
- Gilbert Vilhon: el capellà Taillade
- Hélène Vincent: Catherine de Vergnas
- Jean Benguigui: Jean-Baptiste Fort
- François Dunoyer: Samuel Guérin
- Olivier Merlin: Un dragó
- Philippe Nahon: Reboul
- Jean Bouise: el cotxer
- Christine Laurent: Marguerite Combes

## Premis i nominacions

### Premis
- 1972: Gran Premi de l'Académie du Cinema
- 1972: Premi Interfilm i Premi OCIC lors du Festival de Berlin.